# Могжозеро
Мовжозеро, Могжозеро — пресноводное озеро на территории Пяльмского сельского поселения Пудожского района Республики Карелии.

## Общие сведения
Площадь озера — 1,8 км². Располагается на высоте 166 метров над уровнем моря.
Котловина ледникового происхождения.
Форма озера лопастная, продолговатая: оно вытянуто с юга на север. Берега каменисто-песчаные, часто заболоченные.
Из Ремизгубы в северной части Могжозера вытекает река Верхняя Охтома, впадающая в Нельмозеро, из которого берёт начало река Нижняя Охтома, приток реки Илексы, впадающей в Водлозеро.
С юго-запада в Могжозеро впадает река Чикша, вытекающая из Чикшозера.
Острова на озере отсутствуют.
Рыба: окунь, щука, плотва.
Населённые пункты и автодороги вблизи водоёма отсутствуют.
Код объекта в государственном водном реестре — 01040100311102000019251.